# ایگناتیوس گوتفرید کایم
ایگناتیوس گوتفرید کایم (انگلیسی: Ignatius Gottfried Kaim؛ زاده ۱۷۴۶ - درگذشته ۱۷۷۸) یک شیمی‌دان اهل اتریش بود. 